# Borsodszirák
Borsodszirák ist eine Gemeinde im ungarischen Komitat Borsod-Abaúj-Zemplén.

## Geografische Lage
Borsodszirák liegt im Nordosten Ungarns, 15 km nördlich von der Großstadt Miskolc entfernt.
Nachbargemeinden sind Boldva 5 km und Ziliz 2 km.
Die nächste Stadt Edelény ist 5 km von Borsodszirák entfernt.